# Penrhiwceiber
Penrhiwceiber (o anche in gallese: Penrhiw-ceibr) è un villaggio e una comunità vicino a Mountain Ash, a Rhondda Cynon Taf, Glamorgan . Si trova tra Mountain Ash a nord e Abercynon a sud, nella bassa Valle di Cynon.
Il villaggio si trova vicino alla ferrovia di Merthyr e c'è una stazione a Penrhiwceiber, su un ramo o una linea per Aberdare.
Insieme agli altri villaggi della zona di Mountain Ash, Penrhiwceiber fu un importante centro dell'industria carboniera del Galles meridionale tra la fine del XIX e l'inizio del XX secolo.
Questa zona è rappresentata nel Parlamento gallese da Vikki Howells (Laburista) e il membro del Parlamento Beth Winter (Laburista).